# Megaselia necscabra
Megaselia necscabra är en tvåvingeart som beskrevs av Ronald Henry Lambert Disney 2008. Megaselia necscabra ingår i släktet Megaselia och familjen puckelflugor. Inga underarter finns listade i Catalogue of Life.